# トロピセトロン
トロピセトロン（Tropisetron）は、セロトニン 5-HT3受容体拮抗薬である。主に化学療法後の悪心・嘔吐に対する制吐剤として使用されているが、線維筋痛症の鎮痛剤としても実験的に使用される。
1982年に特許を取得し、1992年に医療用として承認された。欧州、オーストラリア、ニュージーランド、日本、韓国、フィリピンでNavobanとして販売されているが、日本では2014年2月に販売中止された。米国では販売されていない。また、アジアの幾つかの国ではSetrovelとして販売されている。

## 作用機序
トロピセトロンは、選択的な5-HT3受容体アンタゴニストおよびα7-ニコチン受容体アゴニストとして作用する。同時に、弱い5-HT4受容体アンタゴニスト活性を有する。

## 副作用
トロピセトロンは、副作用が少なく、忍容性の高い薬剤である。最もよく報告される副作用は頭痛、便秘、眩暈である。また、低血圧、一過性肝酵素上昇、免疫性過敏症症候群、錐体外路性副作用が少なくとも1回は報告されている。本剤の使用による重大な薬物相互作用は知られていない。本剤は肝シトクロムP450系で代謝されるが、この系で分解される他の薬剤の代謝には殆ど影響しない。

## 他の用途
生物学的染色剤や抗トリパノソーマ薬として研究されている。

## 参考資料
1. ↑  “Local treatment of tendinopathies and myofascial pain syndromes with the 5-HT3 receptor antagonist tropisetron”. Scandinavian Journal of Rheumatology. Supplement 119 (119):  44-48. (2004). doi:10.1080/03009740410007032. PMID 15515413.
2. ↑  Fischer, Jnos; Ganellin, C. Robin (2006) (英語). Analogue-based Drug Discovery. John Wiley & Sons. p. 448. ISBN 9783527607495
3. ↑  “ナボバンカプセル5mg販売中止についてのお知らせ”. 2021年6月12日閲覧。
4. ↑  “The 5-HT3 antagonist tropisetron (ICS 205-930) is a potent and selective alpha7 nicotinic receptor partial agonist”. Bioorganic & Medicinal Chemistry Letters 11 (3):  319-321. (February 2001). doi:10.1016/S0960-894X(00)00670-3. PMID 11212100.
5. ↑  “Tropisetron attenuates naloxone-induced place aversion in single-dose morphine-treated rats: role of alpha7 nicotinic receptors”. European Journal of Pharmacology 609 (1-3):  74-77. (May 2009). doi:10.1016/j.ejphar.2008.12.051. PMID 19374878.
6. ↑  横山俊英「トロピセトロンの薬理作用」『日本薬理学雑誌』第114巻第4号、日本薬理学会、1999年10月、219-226頁、doi:10.1254/fpj.114.219、ISSN 00155691、NAID 10005709419。